# 评定所
评定所（日语：評定所）是日本于1225年北條泰時设立审判机关。
在江户幕府时期，评定所由老中（幕府中的最高长官）和三奉行主持。评定所兼具审判和执法两个功能。
和许多现代政府机构不同的是，评定所的成员在评定所外也有其他的职责。比如“老中”也是町奉行、寺社奉行、勘定奉行和目付。

## 各藩评定所概要
在每个氏族中，也有审判武士的组织，这些组织也被称为评估所或御用宅邸。
在仙台，它位于广濑川的河滩上，因此在废除后仍作为评定河原的地名保留下来。